# 阮瑄
阮瑄，潮州府海阳县人，明朝政治人物、进士出身。

## 生平
永乐十九年，登进士，官至大理寺評事。